# マリアーノ・ゴンサレス
マリアーノ・ニコラス・ゴンサレス（Mariano Nicolás González, 1981年5月5日 - ）は、アルゼンチン・ブエノスアイレス州タンディル出身の元同国代表サッカー選手。現役時代のポジションはミッドフィールダー。弟はサッカー選手のパブロ・ゴンサレス。

## 経歴

### クラブ
ブエノスアイレス州タンディルに生まれたゴンサレスは、17歳の時にインデペンディエンテ・デ・タンディルの下部組織から隣接するラシン・クルブの下部組織に入団。2001年、21歳の時にオズワルド・アルディレス監督の下でトップチームデビューを果たし、退団するまでの間で64試合に出場。4-3で勝利したボカ・ジュニアーズ戦などで得点を挙げた。
2004年7月2日、イタリア・セリエAのUSチッタ・ディ・パレルモと契約を結び、活躍の舞台を欧州に移す。在籍した2シーズンをレギュラーとして活躍し、特に2シーズン目は出色の出来だった。
2006-07シーズンは、インテルナツィオナーレ・ミラノにレンタル移籍するも、同ポジションにデヤン・スタンコビッチ及びルイス・フィーゴがいたためレギュラーに定着することはできなかった。その後、インテルはレンタル期間を更新しなかったため、パレルモは2007年7月17日にポルトガルのFCポルトへ貸し出した。また、2004年にパレルモで同僚だった同胞のエルネスト・ファリアスも同時期に加入した。
2008-09シーズン、インテルにエースのリカルド・クアレスマを売却した後にゴンサレスは移籍金325万ユーロで完全移籍した。UEFAチャンピオンズリーグ 2008-09準々決勝のマンチェスター・ユナイテッドFCとの第2戦で試合終了間近で得点を挙げ2-2の引き分けに持ち込んだことで、2試合合計3-2となり準決勝に進出した。また、リーグ戦では前年に引き続き優勝を経験した。
2010-11シーズン終了後、ポルトから放出されたゴンサレスは自由移籍でエストゥディアンテス・デ・ラ・プラタと契約を結んだ。2014年7月16日、プリメーラB・ナシオナルに昇格したCBRサンタマリーナに移籍した。
2016年1月8日、CAウラカンに加入することが発表された。

### 代表
アルゼンチン代表としてU-20代表時代に当時のマルセロ・ビエルサ監督の目に止まり2003年に代表招集された。翌年にはコパ・アメリカ2004で準優勝となり、同年のアテネオリンピックにも出場し金メダルを獲得した。

## タイトル

### クラブ
インテル
- セリエA : 2006-07

ポルト
- UEFAヨーロッパリーグ : 2010-11
- スーペル・リーガ : 2007-08, 2008-09, 2010-11
- タッサ・デ・ポルトガル : 2008-09, 2009-10, 2010-11
- スーペルタッサ・カンディド・デ・オリベイラ : 2009, 2010

### 代表
アルゼンチン代表
- オリンピックサッカー : 2004